# Анри (братья) (лунный кратер)
Кратер Анри (братья) (лат. Henry Frères) — ударный кратер в юго-западной материковой части на видимой стороне Луны. Название дано в честь французских учёных, занимавшихся астрономией и оптикой, первооткрывателей астероидов, работавших в Парижской обсерватории, Поля-Пьера Анри (1848—1905) и Матьё-Проспера Анри; утверждено Международным астрономическим союзом в 1961 г.

## Описание кратера

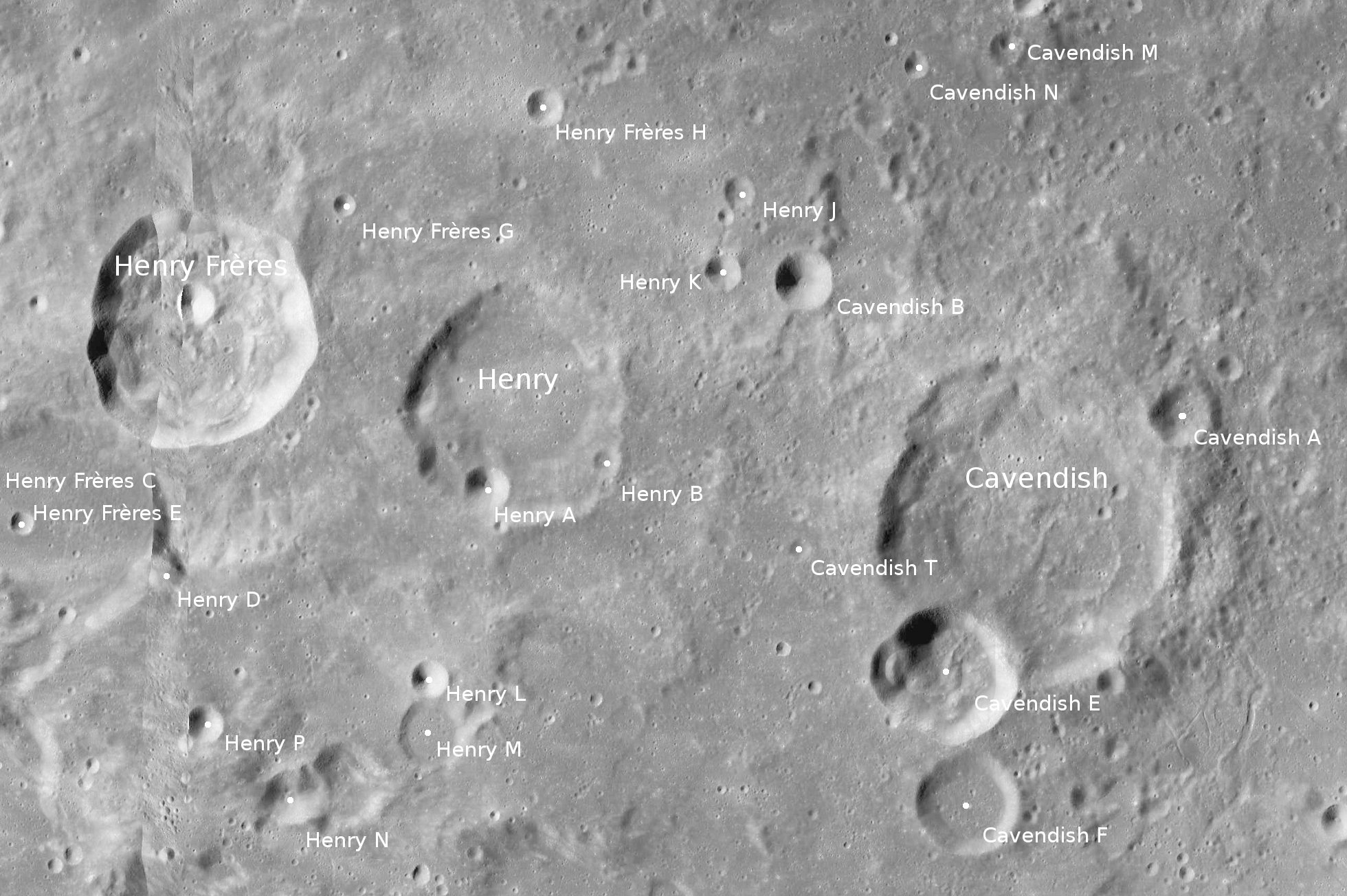
Окрестности кратера Анри (братья). Снимок зонда Lunar Reconnaissance Orbiter.

До своего переименования под названием «братья Анри» имелись в виду два кратера: собственно кратер Анри (братья), который назывался Проспер Анри, и кратер Анри, который назывался Поль Анри. Под этими названиями упомянутые кратеры можно встретить на старых лунных картах. Ближайшими соседями кратера являются кратер Бюрги на юге-юго-западе; кратер Анри на востоке и кратер Виет на юге-юго-востоке. Селенографические координаты центра кратера — 23°31′ ю. ш. 59°01′ з. д. / 23,52° ю. ш. 59,02° з. д., диаметр — 42 км, глубина — 3,75 км.

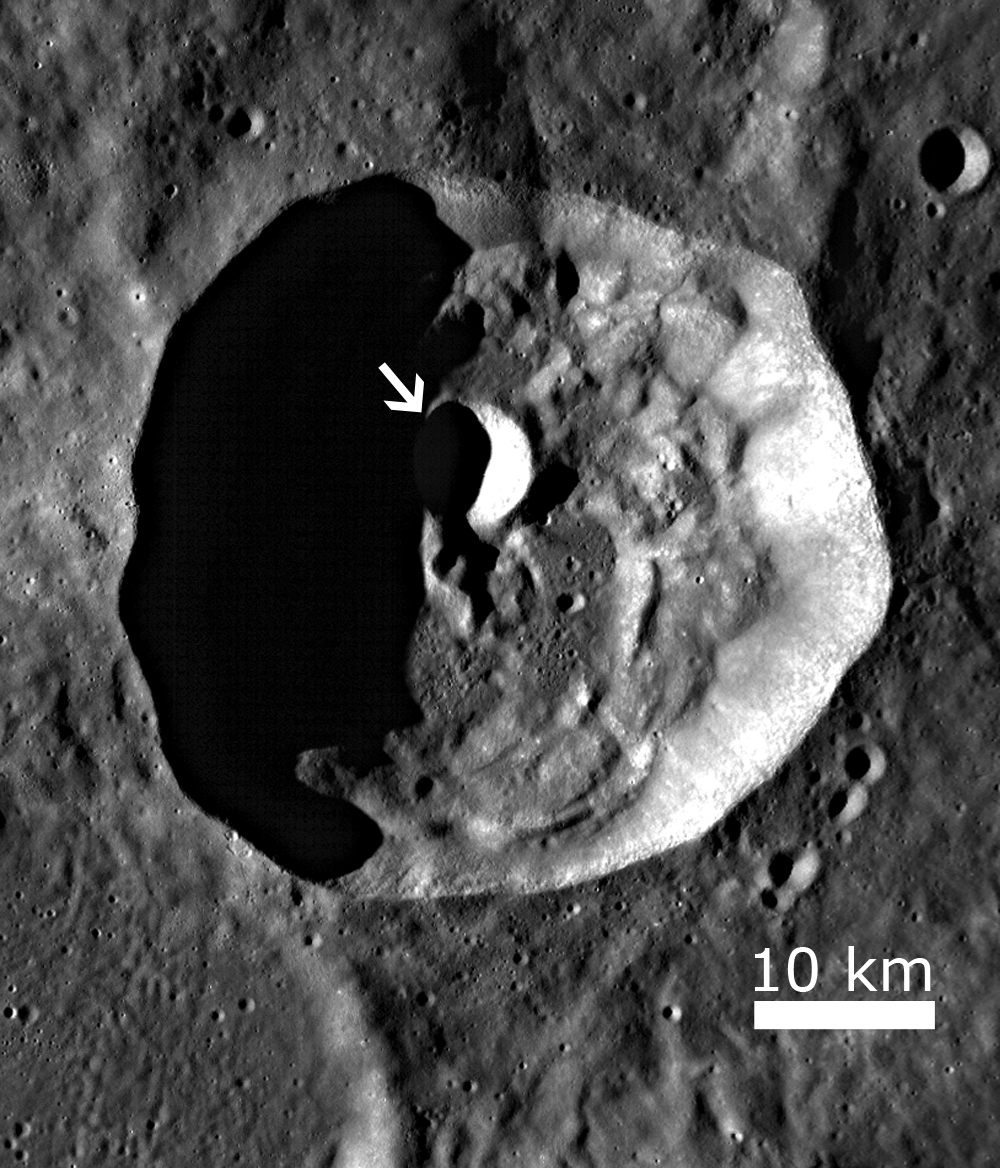
Снимок Lunar Reconnaissance Orbiter.

Вал кратера имеет полигональную форму с небольшим выступом в юго-восточной части, вследствие перспективных искажений при наблюдениях с Земли кажется овальной формы, имеет легкие разрушения. Высота вала над окружающей местностью составляет 1050 м, объем кратера приблизительно 1300 км³. 
Дно чаши кратера сравнительно ровное за исключением западной части, в северной части находится небольшой кратер. Чашу кратера Анри (братья) пересекает светлый луч от сателлитного кратера Бюрги А; также он включен в список кратеров с темными радиальными полосами на внутреннем склоне Ассоциации лунной и планетарной астрономии (ALPO).

## Сателлитные кратеры

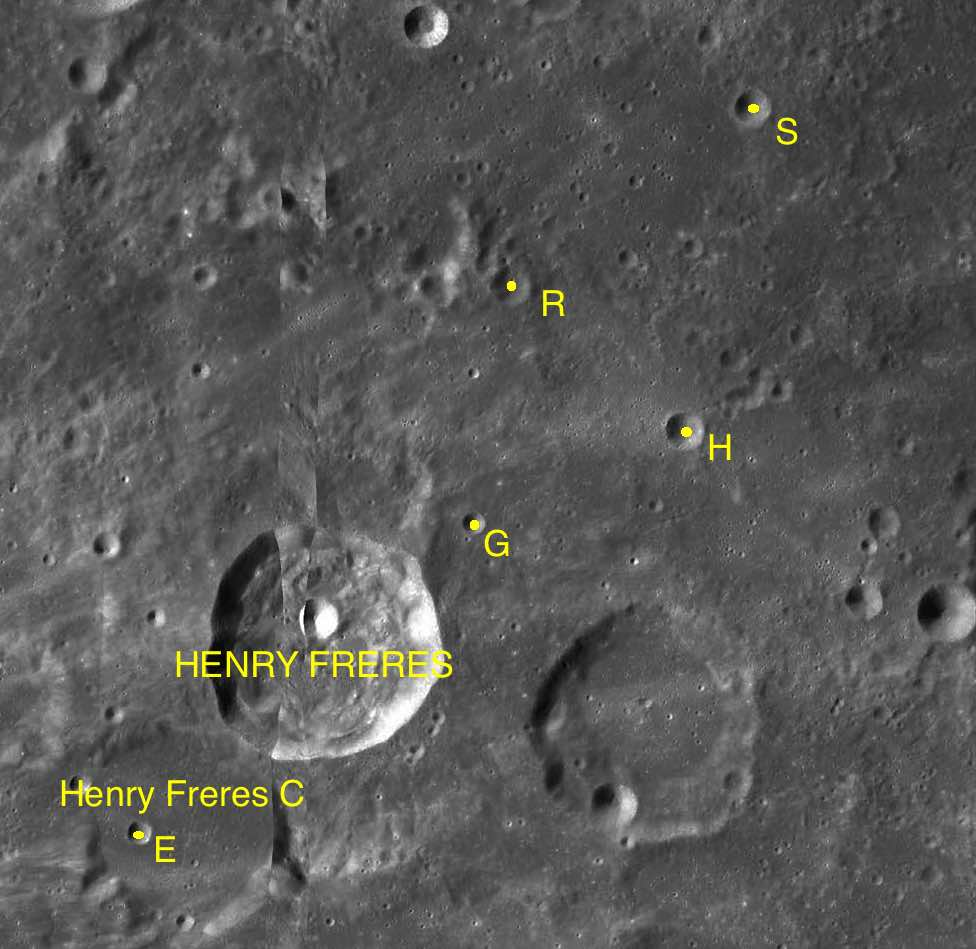
Фрагмент карты LAC-92.

| Анри (братья) | Координаты                                            | Диаметр, км |
| ------------- | ----------------------------------------------------- | ----------- |
| C             | 24°38′ ю. ш. 59°50′ з. д. / 24,63° ю. ш. 59,83° з. д. | 35,1        |
| E             | 24°37′ ю. ш. 60°08′ з. д. / 24,61° ю. ш. 60,13° з. д. | 4,2         |
| G             | 22°52′ ю. ш. 58°06′ з. д. / 22,86° ю. ш. 58,1° з. д.  | 4,1         |
| H             | 22°19′ ю. ш. 56°50′ з. д. / 22,31° ю. ш. 56,83° з. д. | 6,6         |
| R             | 21°31′ ю. ш. 57°54′ з. д. / 21,52° ю. ш. 57,90° з. д. | 7,0         |
| S             | 20°30′ ю. ш. 56°29′ з. д. / 20,50° ю. ш. 56,48° з. д. | 6,2         |